# Pachypsylla dubia
Pachypsylla dubia är en insektsart som beskrevs av Patch 1912. Pachypsylla dubia ingår i släktet Pachypsylla och familjen rundbladloppor. Inga underarter finns listade i Catalogue of Life.